# Hoya lauterbachii
Hoya lauterbachii är en oleanderväxtart som beskrevs av Karl Moritz Schumann. Hoya lauterbachii ingår i släktet Hoya och familjen oleanderväxter. Inga underarter finns listade i Catalogue of Life.